# Isconahua
Isconahua (Iskonawa), indijanski narod s rijeke Río Callaria u Peruu, desnoj pritoci Ucayalia. Pripadaju porodici panoan, a po jeziku su srodni plemenu Shipibo [shp]. Populacija im u Peruu iznosi 82 (2000). Po nekim mišljenjima moguće je da su Iskonawe prešli ganicu i da sada žive na području Brazila.
Ostaci su nekad brojnog naroda Remo. Jezik im se naziva i iscobakebo, iskonawa i iscobaquebu.